# Hauho härad
Hauho härad var ett härad i Tavastehus län i Finland.
Ytan (landsareal) var 2927,9 km² 1910; häradet hade 31 december 1908 48.297 invånare med en befolkningstäthet av 16,5 inv/km².

## Landskommuner
De ingående landskommunerna var 1910 som följer:
- Hattula
- Hauho
- Hausjärvi
- Janakkala
- Loppis, finska: Loppi
- Rengo, finska: Renko
- Tavastehus landskommun, finska: Hämeenlinnan maalaiskunta
- Tulois, finska: Tuulos
- Tyrväntä (Tyrväntö)
- Vånå, finska: Vanaja